# Papilio erithonioides
Espèce
Papilio erithonioides ou Machaon malgache est une espèce de lépidoptères (papillons) de la famille des Papilionidae. Cette espèce est endémique de Madagascar.

## Description
Le dimorphisme sexuel et faible. À l'avers les ailes sont noires. Les ailes antérieures portent une bande médiane morcelée de couleur crème, des macules irrégulières dans la cellule, une série de macules submarginales arrondie de couleur crème et une série de petites macules marginales de même couleur. L'aire basale est plus claire et est constellée de points crème. Les ailes postérieures sont dentelées, avec une amorce de queue. Elles portent également une bande médiane crème dans le prolongement de celle des ailes antérieures, une série de macules de même couleur dans la partie submarginale et une autre série de macules marginales. La partie discale est noire mais constellée d'écailles plus claires. Il y a une ocelle bleuâtre cernée de noir près du bord supérieur et une lunule rouge brique dans l'angle anal surmontée d'une petite ocelle bleue.
Le revers présente les mêmes motifs mais le noir est remplacé par du marron. L'aire basale des ailes antérieures est en partie crème avec des lignes noires au lieu des points et les macules marginales sont plus grandes. Les motifs des ailes postérieures sont en partie remplies de couleur crème tout en gardant des contours marron, les macules marginales et submarginales sont plus larges et il y a quelques lunules bleues supplémentaires dans la partie discale. Le corps est jaune pâle en dessous et marron foncé au-dessus,.

## Écologie
L'écologie de cette espèce est mal connue. La plante-hôte n'a pas été identifiée. Comme chez les autres espèces du genre Papilio, les chenilles passent probablement par cinq stades avant se changer en chrysalide. La chrysalide est attachée à son support par son cremaster et par une ceinture de soie. Les adultes se nourrissent du nectar des fleurs.

## Habitat et répartition
Papilio erithonioides est endémique de Madagascar, situé dans l'écozone afrotropicale. Cette espèce vit dans les forêts de l'île, plutôt dans celles de l'ouest (Forêt de Berenty, parc national de Zombitse-Vohibasia ).

Localisation de Madagascar
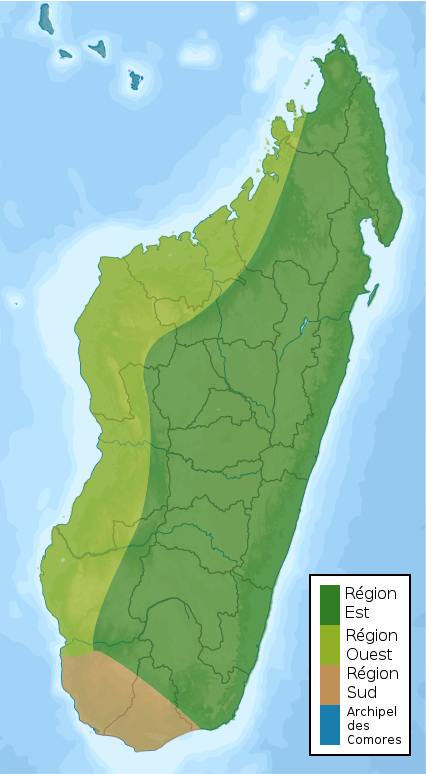
Régions floristiques de Madagascar
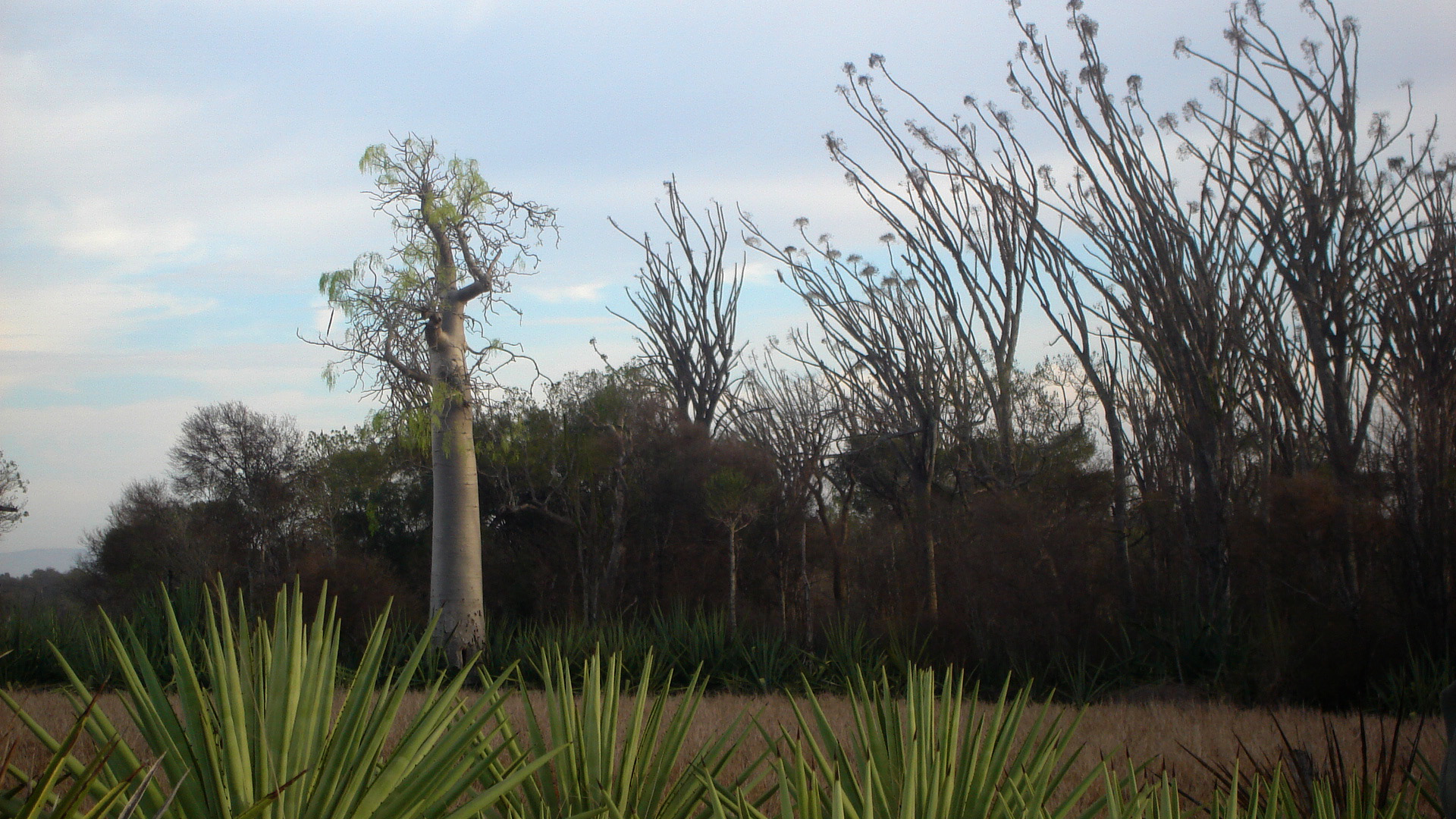
Forêt à Berenty

## Systématique
L'espèce Papilio erithonioides a été décrite pour la première fois en 1891 par l'entomologiste Henley Grose-Smith dans The Annals and magazine of natural history. Elle appartient au groupe de Papilio demodocus, composé de 5 espèces de Papilio présentes en Afrique et en Asie (P. demodocus, P. demoleus, P. erithonioides, P. grosesmithi et P. morondavana ).

## Papilio erithonioideset l'Homme

### Nom vernaculaire
Cette espèces est appelée en anglais "Malagasy Gazer".

### Menaces et conservation
Papilio erithonioides n'est pas évalué par l'UICN.